# 胡連 (光緒進士)
胡連，廣西省桂林府永福縣人，清朝政治人物、進士出身。
光緒六年（1880年），参加庚辰科殿試，登進士二甲第40名。同年五月，改翰林院庶吉士。